# Alliance française de Tananarive

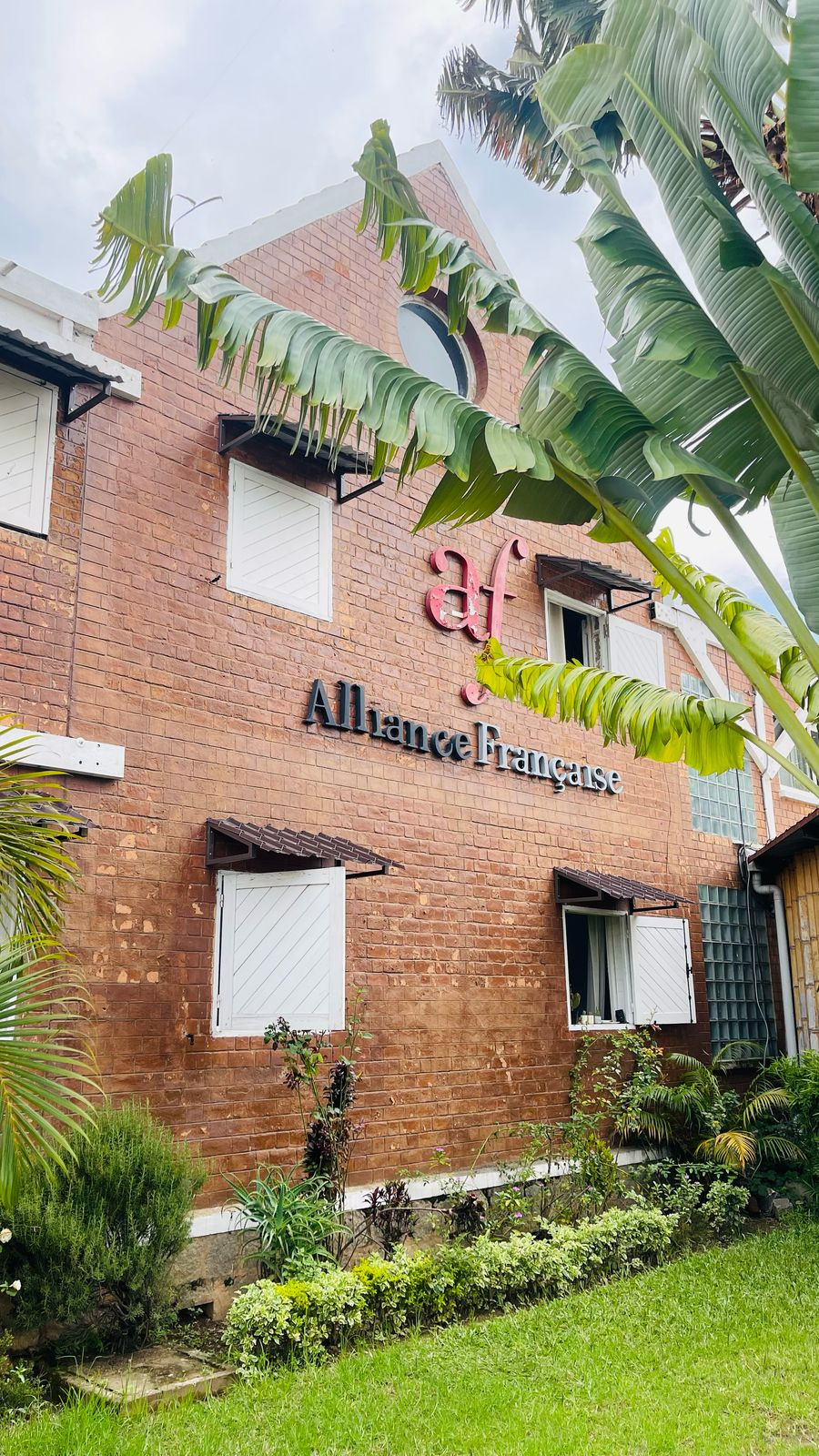
Alliance française d'Antananarivo

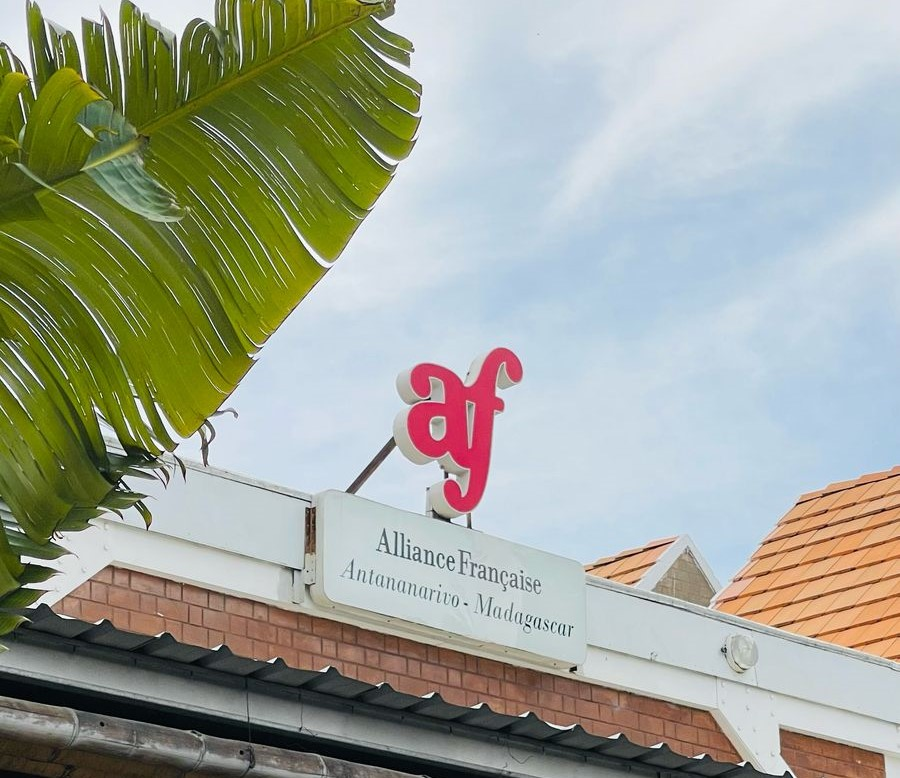
Logo Alliance Française Tananarive

L’Alliance française de Tananarive (AFT), nommée aujourd'hui également Alliance française d'Antananarivo ou Alliance française de Tana est une association fondée en 1947 dont l'objet est le développement d'activités culturelles et de cours de français.
Cette association à but non lucratif de droit malgache, fait partie du réseau des 29 Alliances françaises de Madagascar coordonné par la Délégation générale de l’Alliance française à Madagascar.

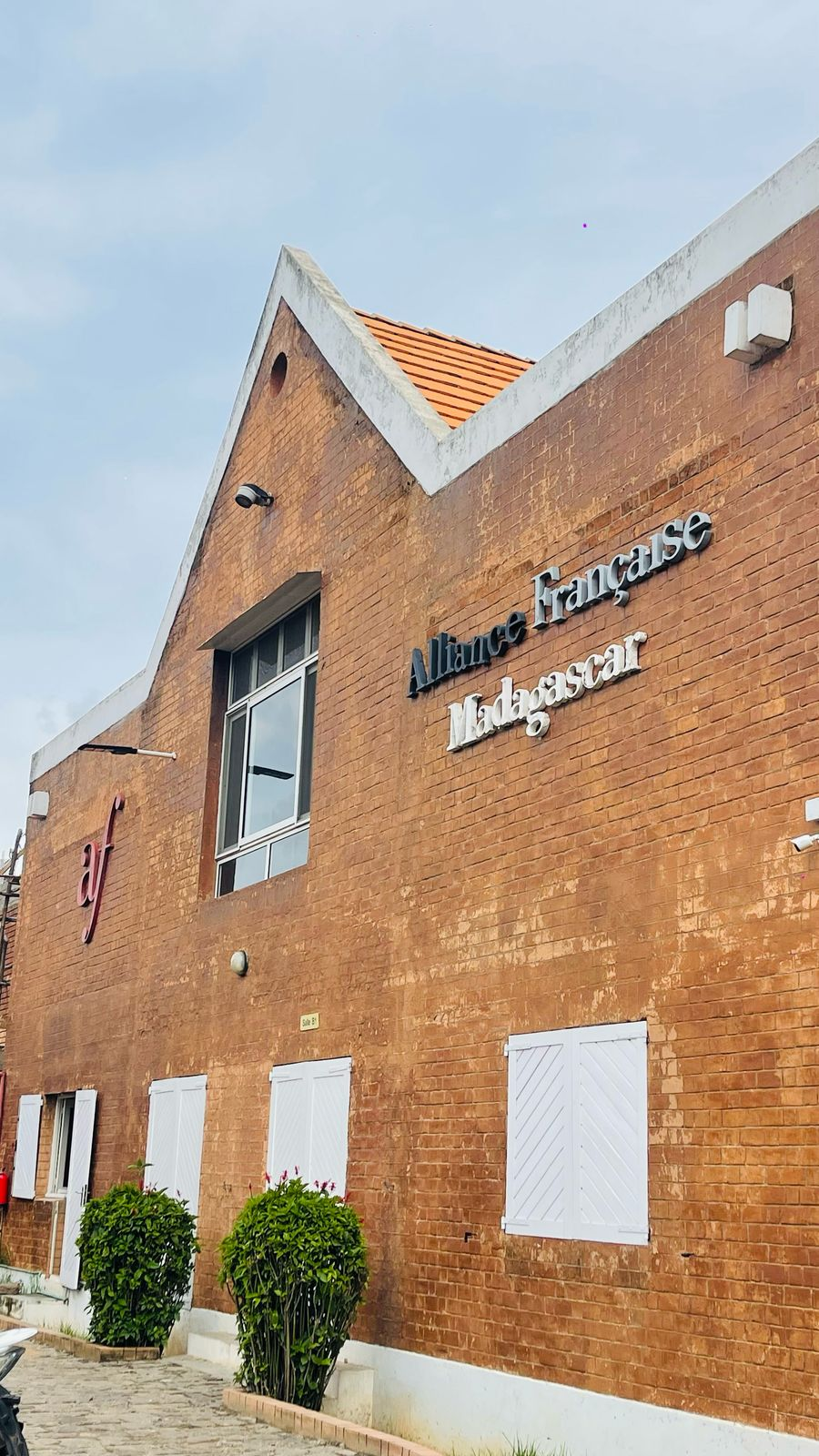
Alliance Française Antananarivo

Elle a pour objectif de défendre la diversité culturelle et linguistique et s’applique à resserrer les liens d’amitiés entre Malgaches et Français.

## Historique
Le 26 février 1947, l'association malgache FIKOFRAMA (Fikambanana Koltoraly Frantsay Malagasy), ayant débuté ses activités en collaboration avec l'Alliance française de Maurice et les écoles de Madagascar, a été à l'origine de la création de l'Alliance française à Madagascar. Officiellement établie en 1947, elle est devenue la première Alliance Française du pays. L’Alliance française de Tananarive, connu  sous le nom de AFT est une association à but non lucratif de droit malgache reconnu par la Fondation des Alliances Françaises. Les statuts de l’AFT ont été déposés et validés par les autorités françaises en 1947, puis approuvés par le Chef de l’Administration Territoriale d’Antananarivo le 24 octobre 1978. En 2012, à l'occasion de son 65ᵉ anniversaire, elle a obtenu la reconnaissance d’utilité publique par le décret n° 2012-726 du 31 juillet 2012,. L'Alliance française d'Antananarivo est l'une des plus importantes du réseau mondial des Alliances Françaises. En 2023, elle comptait 17 000 inscrits aux cours de français. Sa principale mission est de promouvoir la langue française par tous les moyens et sous toutes ses formes, de mettre en avant la diversité culturelle locale et de favoriser la lecture.

### Les présidences successives
Depuis 75 ans, sept présidents du Conseil d'Administration (PCA) se sont succédé à la tête de l'AFT, dont une femme et six Malgaches. 
- De 1947 à 1972: Henri de Brugada a été le premier président de l'association.
- De 1972 à 1980: Le premier président malgache fut le Professeur Albert Rakoto Ratsimamanga, un scientifique malgache qui a pris la succession d'Henri de Brugada[4].
- De 1980 à 2000 : Mr Jacky Rakotobe Andriamanalina, qui est un Général retraité, ancien Ambassadeur de Madagascar en Ethiopie[8].
- De 2000 à 2008, Modeste Rakotomalala a occupé la présidence de l'Alliance française d'Antananarivo. En reconnaissance de son engagement et de sa fidélité envers l'institution, il a été nommé Chevalier de l’Ordre des Arts et des Lettres par le gouvernement français en mars 2023, ainsi que son successeur, Julien Rakotonaivo[9].
- De 2008 à 2014, l'académicien malgache Julien Rakotonaivo a présidé le conseil d'administration de l'AFT, avant d'en devenir le président honoraire[10]. En février 2017, l'AFT lui a décerné la Médaille de la Fondation de la République Française, en reconnaissance de sa contribution au dialogue interculturel franco-malgache[11] et en mars 2023, il a été promu au grade d'Officier des Arts et des Lettres par le Gouvernement Français[9].
- De 2014 à 2019, Henri Razafintsalama, une figure reconnue des arts martiaux malgaches[12].
- De 2019 à 2024, Monique Raharinosy a été la première femme à présider l'Alliance française d'Antananarivo. Elle est décédée en cours de mandat. Avant sa disparition, elle avait reçu plusieurs distinctions en reconnaissance de son engagement, notamment la Grand-Croix de 2ᵉ classe de l’Ordre national malgache, le titre de Commandeur de l’Ordre du Mérite de Madagascar, ainsi que celui de Commandeur de l’Ordre de l’Étoile des Grandes Comores[13].

## Activités pédagogiques
L'AFT propose des programmes pédagogiques sur l'enseignement, formation et certification.
Dans la promotion de la langue française, l'AFT organise des cours repartissent toute au long de l'année. Il y a également les examen de français (DELF, DALF, diplômes de français professionnel comme TEF/DFP) de tout niveau. Elle a une offre spécifique en direction des enseignants de l'Alliance française et des établissements scolaires. L'Alliance Française d'Antananarivo est nommée comme étant le premier centre d'examen de langue française au monde.

### Cours de Français
Les cours sont basés sur des référentiels de formation et suivent le Cadre européen commun de référence pour les langues (CECRL). Quatre types de cours sont proposés : 
- Français général et français professionnel,
- Accessibles à tous les publics à partir de 3 ans,
- Disponibles pour tous les niveaux, de A1 à C2,
- Adaptés à différents rythmes et horaires selon les besoins des apprenants[7].

### Formation professionnelle
AFT est une référence dans la formation oral et/ou écrit professionnel, et les offres de formation peuvent être personnalisées. Leurs domaines de formations sont: la relation client, le secrétariat, la correspondance professionnelle, le développement personnel, le tourisme et l'hôtellerie, la santé.

## Offre culturelle
Une des mission de l'AFT est de faire la promotion de la diversité culturelle et de la dialogue des cultures. L'AfT a sa propre programmation artistique et organise des concours comme celui de chanson française ; elle accompagne en outre la programmation de l'Institut français de Madagascar (centre culturel Albert-Camus). A l'issu de cette mission, elle est reconnue dans la Politique Culturelle Nationale et est soutenue des autorités publiques comme la Commune Urbaine d'Antananarivo, a travers la Direction des Arts, Cuture et Vie Communautaire; et le Ministère de l'éducation nationale a travers la CISCO d'Antananarivo-Ville). Chaque année, l'AFT organise environ 80 évènements attirant un public d'environ 70000 personnes de tous âges.

### La médiathèque
La médiathèque de l'AfT, véritable centre de ressources sur le France et les cultures francophones, complète les activités culturelles et pédagogiques. Elle vise donc à éveiller la curiosité de tous les publics spécialistes ou non de la langue française. Elle offre aux enseignants actuels et futurs de français et à tous leurs apprenants les outils nécessaires à la préparation de leurs cours ainsi qu’à leur formation culturelle. Outre les livres, CD, DVD, CD-Rom, elle développe son offre numérique en ligne en proposant un accès à la Culturethèque de l'Institut français, bibliothèque virtuelle accessible gratuitement sur Internet à tous les abonnés, qui permet de consulter des centaines de milliers de documents de tous types (livres, journaux et revues, articles scientifiques, vidéos de fiction et documentaires, didacticiels…).
La médiathèque se catégorise en deux sections: section jeunesse et section adulte et offre des outils et matériels adéquats selon ces sections.
Et toujours dans la promotion de la culture et de la dialogue des cultures, elle organise des ateliers d'arts oratoires, des promotions de lectures et d'auteurs, des ateliers pour les enfants et la promotion des ressources numériques.

## Infrastructure
L’Alliance française d’Antananarivo est située à Andavamamba. Ses installations comprennent une médiathèque, un grand hall dédié aux événements culturels et pédagogiques, ainsi que 30 salles de classe équipées en matériel audiovisuel. L’établissement dispose également de 31 salles supplémentaires, louées dans deux établissements scolaires partenaires.
En plus de son site principal, l’AFT possède des annexes situées en périphérie d’Antananarivo, notamment à Vontovorona, Ambohidratrimo et Ankadimbahoaka, permettant d’étendre son offre d’enseignement et d’activités culturelles.
À l’occasion de son 75ᵉ anniversaire, l’AFT a lancé un projet d’extension de ses infrastructures. La pose de la première pierre a eu lieu le 26 février 2022, en présence de plusieurs autorités nationales et diplomatiques, dont le Ministre de l’Éducation nationale, l’Ambassadeur de France à Madagascar et le Maire de la Commune Urbaine d’Antananarivo.